# Камиссоко, Мамаду
Мамаду Камиссоко (фр. Mamadou Kamissoko; род. 15 апреля 1993, Ле-Блан-Мениль) — французский футболист, защитник клуба «Бержерак».

## Клубная карьера
Воспитанник «Бордо». В 2012 году начал выступать за вторую команду клуба в Насьонале 3. Дебютировал за него 3 марта в гостевой игре с «Родезом», выйдя в стартовом составе, и отметился жёлтой карточкой в середине второго тайма. 26 мая в игре предпоследнего тура с «Йером» Камиссоко забил свой первый мяч, чем помог своей команде разгромить соперника со счётом 3:0.
В июле 2013 года перебрался в «Ред Стар», выступающий в Насьонале 1, но за команду практически не играл. В мае 2014 года он стал попадать в заявку на игры чемпионата, а впервые появился на поле только в заключительном матче против «Страсбура». По завершении сезона покинул клуб.
13 августа 2014 года подписал контракт с клубом «Бержерак». В его составе дебютировал 23 августа в игре с «Бланьяком». В общей сложности за «Бержерак» Камиссоко выступал на протяжении трёх сезонов. За это время он принял участие в 79 матчах и забив 3 мяча, а также заслужил капитанскую повязку.
9 июня 2017 года подписал годичное соглашение с «Лорьяном», начинавшим выступление в Лиге 2. В первый сезон за основную команду не выступал, лишь раз попав в заявку на матч с «Осером», но на поле так и не появился. Провёл за вторую команду 15 матчей, в которых забил три мяча. Вторую половину сезона провёл в Насьонале 1, выступая на правах аренды за «Конкарно». По завершении аренды вернулся в «Лорьян», где продолжил выступление за вторую команду. 27 ноября 2018 года дебютировал в основном составе в игре с «Труа». Камиссоко вышел на замену после перерыва вместо бразильского защитника Филипе Саада. 17 мая 2019 года в последнем туре первенства против «Гавра» забил свой первый мяч за команду, отличившись перед самым перерывом, чем поспособствовал победе «Лорьяна».
27 декабря 2020 года перебрался на Кипр, подписав контракт с клубом «Неа Саламина». Соглашение рассчитано на год с возможностью продления ещё на один. 5 января 2021 года дебютировал в чемпионате Кипра в гостевой игре с «Эрмисом». Камиссоко вышел в стартовом составе и на 88-й минуте уступил место Адамосу Андреу. В следующей игре с «Пафосом» он открыл счёт своим голам за «Неа Саламину», чем помог своему клубу одержать уверенную победу со счётом 2:0.

## Клубная статистика
| Выступление      | Выступление      | Выступление      | Лига | Лига | Кубки | Кубки | Конт.кубки | Конт.кубки | Итого | Итого |
| Клуб             | Лига             | Сезон            | Игры | Голы | Игры  | Голы  | Игры       | Голы       | Игры  | Голы  |
| ---------------- | ---------------- | ---------------- | ---- | ---- | ----- | ----- | ---------- | ---------- | ----- | ----- |
| Неа Саламина     | Дивизион А       | 2020/21          | 5    | 1    | 0     | 0     | 0          | 0          | 5     | 1     |
| Неа Саламина     | Итого            | Итого            | 5    | 1    | 0     | 0     | 0          | 0          | 5     | 1     |
| Всего за карьеру | Всего за карьеру | Всего за карьеру | 5    | 1    | 0     | 0     | 0          | 0          | 5     | 1     |